# Velké Losiny
Velké Losiny là một làng thuộc huyện Šumperk, vùng Olomoucký, Cộng hòa Séc.